# Franz Xaver Gebauer
Franz Xaver Gebauer (* 1784 in Eckersdorf, Grafschaft Glatz; † 13. Dezember 1822 in Wien) war ein deutscher Komponist, Kirchenmusiker, Dirigent und Chorleiter.

## Leben
Franz Xaver Gebauer war der Sohn eines Lehrers und Organisten, der ihm ersten Musikunterricht erteilte. Nach einer weiteren Ausbildung in Breslau wirkte er zunächst als Organist in Frankenstein in Schlesien. 1810 begab er sich nach Wien, wo er bald durch seine Auftritte mit der „Mundharmonika“ (wie damals die Maultrommel bezeichnet wurde) bekannt wurde. Zudem spielte er Violoncello und erteilte Musikunterricht. 1816 erhielt er eine Stelle als Chorleiter an der Wiener Augustiner Hofpfarr-Kirche. Er war Gründungsmitglied der Gesellschaft der Musikfreunde und begründete 1819 zusammen mit seinem Freund Ferdinand Piringer die Konzertreihe „Concerts spirituels“, die dem modernen Zeitgeist entgegenwirken sollte. Aufgeführt wurden klassische Sinfonien, Messen und Oratorien, u. a. auch Beethovens Meeresstille und glückliche Fahrt.
Von Gebauers Kompositionen wurden mehrere Lieder gedruckt. Weitere Kompositionen mit Kirchenmusik sollen sich handschriftlich in seinem Nachlass befunden haben.
Franz Xaver Gebauer starb 1822 in Wien im Alter von 38 Jahren. In der Leitung der „Concerts spirituels“ folgte ihm Ferdinand Piringer nach.